# Улица III Интернационала (Вологда)
У́лица Тре́тьего Интернациона́ла (до 1927 года — улица Зелёный Луг и Глинковская) — улица в Вологде. Расположена между улицей Мира и заводом «Вагрон» (исторический район Верхний посад).
До 1927 года — улица Зелёный Луг (между улицами Челюскинцев и Авксентьевского) и Глинковская (между Мира и Челюскинцев). С 1927 по 1936 год — площадь III Интернационала (между Челюскинцев и Авксентьевского).

## Транспорт
Ближайшая «большая» остановка общественного транспорта — «гостиница Вологда» — расположена на улице Мира. (Троллейбусы: 1, 4; автобусы: 1, 3, 13, 15, 23, 24, 26, 49).
По самой улице осуществляется движение автобусов на отрезке от улицы Челюскинцев до улицы Мальцева с остановкой около городской поликлиники № 1.

## Здания и сооружения

### Нечётная сторона
| № дома              | Фото         | Описание                                  |
| → улица Мира        | → улица Мира | → улица Мира                              |
| ------------------- | ------------ | ----------------------------------------- |
| Ул. Мира, 82        |              | ТЦ «Оазис»                                |
| 5                   |              | Жилой дом                                 |
| 7                   |              | Жилой дом                                 |
| Ул. Челюскинцев, 47 |              | Жилой дом                                 |
| → улица Челюскинцев |              |                                           |
| ?                   |              | медицинское учреждение                    |
| Ул. Мальцева, 45    |              | Городская поликлиника № 1                 |
| → улица Мальцева    |              |                                           |
| 39                  |              | ЛВЗ «Русский север» (бывший ЛВЗ «Вагрон») |
| 45                  |              |                                           |
| 45                  |              |                                           |

### Чётная сторона
| № дома              | Фото         | Описание                                                                |
| → улица Мира        | → улица Мира | → улица Мира                                                            |
| ------------------- | ------------ | ----------------------------------------------------------------------- |
| Ул. Мира, 78        |              | ТЦ «Оазис»                                                              |
| 4                   |              | Жилой дом. Внизу — Детская стоматологическая поликлиника № 1            |
| Ул. Мальцева, 37    |              | Детский сад                                                             |
| → улица Челюскинцев |              |                                                                         |
| Ул. Челюскинцев, 37 |              | общество глухих                                                         |
| ?                   |              | ?                                                                       |
| → улица Мальцева    |              |                                                                         |
| Ул. Мальцева, 54а   |              |                                                                         |
| Ул. Мальцева, 54б   |              | Управление МВД по городу Вологде. Управление ФМС по Вологодской области |
| ?                   |              |                                                                         |